# کلوچه‌ها (فیلم)
«کلوچه‌ها» (فرانسوی: Les Galettes de Pont-Aven‎) یک فیلم است که در سال ۱۹۷۵ منتشر شد. از بازیگران آن می‌توان به آندریا فریول، برنارد فرسون، و کلود پیپلو اشاره کرد.